# 風の隼人
『風の隼人』（かぜのはやと）は、1979年8月8日から1980年4月2日までNHK総合テレビで放送された時代劇ドラマ（全28話）。2007年3月から時代劇専門チャンネルで放送された。なお、2007年10月から時代劇専門チャンネルで再放送されている。

## あらすじ
薩摩藩では、藩主・島津斉興の側室・お由羅が権力を握り、お由羅の子の次男・島津久光を次の藩主にするため、呪術師の牧仲太郎に長男・島津斉彬とその子供を呪い殺そうとしていた。仙波小太郎は斉彬派で、牧一派と死闘を繰り広げる。

## スタッフ
- 原作：直木三十五「南国太平記」より
- 脚本：市川森一
- 演出：村上佑二、原嶋邦明
- 音楽：小林亜星
- 語り：中江陽三（当時はNHKアナウンサー）

## キャスト
- 仙波小太郎：勝野洋
- 益満休之助：西田敏行
- 仙波綱手：夏目雅子
- 島津斉彬：津川雅彦
- 島津斉興：中村俊一
- お由羅：南田洋子
- 調所笑左衛門：中村伸郎
- 牧仲太郎：柳生博
- 岡田小藤次：柳沢真一
- 阿部正弘：山本學
- 仙波八郎太：佐藤英夫
- 仙波七瀬：渡辺美佐子
- 仙波深雪：名取裕子
- 庄吉：細川俊之
- 富士春：加賀まりこ
- 百城月丸：坂東八十助 (5代目)
- 薩摩屋清十郎：村野武範
- 碇山将曹：金内吉男
- 高崎五郎右衛門：山本麟一
- 山田一郎左衛門：大矢兼臣
- 工藤五郎右衛門：森山周一郎
- 大久保次右衛門：久米明
- 東郷十兵衛：和田周
- 大山正蔵：高橋三千綱
- 千代：友里千賀子
- 筒井政憲：田中明夫
- 尾藤イサオ
- 小梅：岡本麗
- 南玉：牟田悌三
- 初井言榮
- 戸浦六宏
- たこ八郎
- ケーシー高峰
- 市来四郎：横光克彦
- 西郷吉之助：柴俊夫

ほか

## サブタイトルと視聴率
1. 嵐になれ！(14.1%)[1]
2. 必殺！復讐船(9.0%)
3. 呪殺変(11.9%)
4. 真夜中の人形(10.4%)
5. 春雷(11.3%)
6. 密命(11.5%)
7. 別れの日，虹が…(13.0%)
8. 運命行路(10.8%)
9. 旅の祭り(11.5%)
10. 地獄のわらべ唄(10.3%)
11. 密偵家族(10.3%)
12. 哀しきチェスト(7.8%)
13. 炎の剣(12.3%)
14. 薩摩恋歌(11.7%)
15. 蔵屋敷恋徒花(9.4%)
16. 嘉永元年の黒い夏(11.6%)
17. 鳴動前夜(10.6%)
18. 寒椿無情(12.5%)
19. めぐり逢い(12.0%)
20. 女狐を撃て(10.2%)
21. 薩摩の血風(12.6%)
22. 黒糖悲歌(11.8%)
23. お由羅騒動(12.4%)
24. 斉彬襲封(13.6%)
25. 敵は霧のなかに(12.5%)
26. 黒船に背を向けて(11.9%)
27. 夕陽の決闘(13.4%)
28. 野を渡る風のように(15.2%)

平均視聴率:11.6%

## 主題歌
- 「わたしの祭り歌」（作曲：小林亜星）